# Emil Tomažič (politik)
Emil Tomažič, slovenski politik, gospodarstvenik, sindikalni delavec, mestni svetnik in predsednik skupščine občine Maribor, * 13. april 1927, Maribor, † 24. marec 2009, Maribor.

## Življenjepis
Rojen je bil v Mariboru. V Mariboru je obiskoval osnovno šolo. Leta 1944 je odšel v partizane. Po končani II. svetovni vojni je ostal pripadnik vojske do leta 1947.
Zaposlil se je v Tovarni avtomobilov in motorjev Maribor, kjer je opravil izpit za kovinostrugarja. Ob delu je končal srednjo ekonomsko šolo.
V šestdesetih letih je na Univerzi v Ljubljani kot politolog diplomiral na Visoki šoli za politične vede.
V Mariboru je postal direktor mariborskega transportnega podjetja Špedtrans.
Leta 1989 se je upokojil. Umrl je v Mariboru.

## Družbeno delovanje
Družbenopolitično aktivno je deloval že v času zaposlitve v Tovarni avtomobilov Maribor.
Leta 1960 je postal predsednik občinskega sveta Zveze sindikatov občine Maribor Tezno. Po končanem študiju in povratku v Maribor je še naprej deloval predvsem kot sindikalni funkcionar, med drugim je bil predsednik sindikatov v Mariboru in predsednik Zveze slovenskih sindikatov.
Od njegovih pomembnejših funkcij velja omeniti tudi, da je bil predsednik Zbora združenega dela Skupščine SRS in - skupaj z dr. Janezom Drnovškom - zvezni poslanec v Skupščini SFRJ.
V 80. letih je bil predsednik odbora za izgradnjo študentskih domov v Mariboru.
Emil Tomažič je leta 1987 postal predsednik skupščine občine Maribor. Dolžnost je opravljal do leta 1989, ko je zaradi bolezni prepustil opravljanje dolžnosti podpredsedniku.
Z delom kot delegat skupščine mesta Maribor je nadaljeval tudi po letu 1990. Od leta 1994 do 2002 je bil član Mestnega sveta Mestne občine Maribor in aktivno deloval v njegovih delovnih telesih.
Leta 2005 ga je vlada imenovala za člana nadzornega sveta Nove Kreditne banke Maribor.
Emil Tomažič je bil eden od ustanoviteljev stranke DeSUS in njen častni član.
V mladosti je bil aktivni športnik in član državne reprezentance v odbojki, kasneje pa je deloval kot funkcionar v odbojkarski zvezi.
Za svoje zasluge je leta 1997 prejel Zlati grb mesta Maribor.

## Drugi o Emilu Tomažiču
Bil je velik naturščik med politiki in intelektualci. Bil je zmeren, strpen in je znal neverjetno presoditi situacije. Tudi kot predsednik Skupščine občine Maribor je znal povezovati različne tokove v eno sled, v korist Maribora, prof. dr. August Majerič.